# Laleh (musikalbum)
Laleh är det självbetitlade debutalbumet av den svenska artisten Laleh, utgivet den 30 mars 2005 på Warner Music Sweden. Albumet blev en succé i Sverige där det nådde förstaplatsen på Sverigetopplistan. Skivbolaget Warner har gått med på att skänka en del av vinsten till välgörenhet.

## Produktion
Arbetet med albumet tog två år, bland annat för att Laleh använde garaget för att bygga en egen musikstudio.[källa behövs] Hon producerade och spelade in albumet helt själv och mixade det tillsammans med Henrik Edenhed vid Ljudhavet i Stockholm. Mastering gjordes av Henrik Johnson vid Masters of Audio i Stockholm.

## Mottagande
"Men trots att naturbarnet gärna får för många proggiga kladdkritor att brassa på sin yviga kreativitet med, är Laleh ändå oemotståndligt cool och mystisk i jämförelse med alla andra skitnödiga vita vispopbrudar med gitarr och trollfrisyr." – Natalia Kazmierska i Expressen
"För Laleh behärskar helt oblygt de genrer hon ger sig på, sjunger med stor kontroll och skriver riktigt bra vistexter." – Lars Lovén i Svenska Dagbladet

## Låtlista
Alla låtar skrivna och producerade av Laleh Pourkarim.
| Nr           | Titel                  | Längd |
| ------------ | ---------------------- | ----- |
| 1.           | Invisible (My Song)    | 4:18  |
| 2.           | Live Tomorrow          | 3:37  |
| 3.           | Forgive But Not Forget | 3:11  |
| 4.           | Interlude              | 1:10  |
| 5.           | Hame Baham             | 3:46  |
| 6.           | Bostadsansökan         | 1:10  |
| 7.           | Interlude              | 1:10  |
| 8.           | Kom Tilda              | 4:09  |
| 9.           | Storebror              | 4:04  |
| 10.          | Tell Me                | 3:43  |
| 11.          | Salvation              | 4:11  |
| 12.          | How Wrong              | 3:39  |
| 13.          | Han tuggar kex         | 3:35  |
| 14.          | Der yek gooshe         | 3:24  |
| 15.          | Hide Away              | 3:53  |
| Total längd: | Total längd:           | 48:08 |

## Medverkande
- Laleh – artist, inspelning, ljudmix, producent, grafisk formgivning
- Sevim Aslanzadeh – fotografi
- Henrik Edenhed – ljudmix
- Henrik Johnson – mastering
- Lelle – grafisk formgivning
- Magnus – trummor och bas på "Storebror"
- Nina Ramsby – fotografi
- Sebastian – trummor och bas på "Storebror"
- Mattias Wachtmeister – A&R

Information från Discogs.

## Listplaceringar
| Lista (2005–06)             | Högsta placering |
| --------------------------- | ---------------- |
| Sverige (Sverigetopplistan) | 1                |